# Вогричевці
Вогричевці (словен. Vogričevci) — поселення в общині Лютомер, Помурський регіон, Словенія. Висота над рівнем моря: 195,6 м.